# Чрнівець
Чрнівець (словен. Črnivec) — поселення в общині Радовлиця, Горенський регіон, Словенія. Висота над рівнем моря: 500,2 м.